# رائو (کمیک)
رائو (به انگلیسی: Rao) یک ستاره خیالی در کتاب‌های کامیک آمریکایی منتشر شده توسط دی‌سی کامیکس و جهان ساختگی آن است. این شخصیت یک ابرغول سرخ (در برخی تفسیرات کوتوله سرخ) است که سیارهٔ کریپتون به دور محور آن می‌گردد. رائو اولین بار در مجموعه سوپرمن: آخرین خدای کریپتون به عنوان خدای کریپتون و خورشید ظاهر شد، و همچنین یکی از نهادهای قدرتمند در دنیای دی‌سی به‌شمار می‌رود که خالق یک جهان کامل و سیاره کریپتون نیز است.
رائو دارای فرزندانی به نام‌های نایت‌وینگ (پسر)، فِلیم‌بِرد (دختر)، وُهک (پسر) است که به وی خدمت می‌کنند.

## تاریخچه
زمانی در گذشته باستان کریپتون، رائو به عنوان خدای خورشید در نظر گرفته می‌شد و به همین ترتیب، ستاره کریپتون به احترام وی نامگذاری شد. اروک-اِل بنیانگذار سلسله خاندان (اِل)، موجوداتی را که با موهای قرمز متولد شده اند را نشانه‌ای از نفوذ الهی رائو می‌داند و این را یک عمل معمول می‌داند که همه شهروندان مرد با موهای قرمز به طور خودکار در ارتش کریپتون پذیرفته می‌شوند.
جاف-ال رهبر کریپتون‌ها، بعدها فرهنگ توحیدی را بنیان نهاد، که در آن رائو تنها خدای تمام کریپتون بود. کلیساها به نام رائو تأسیس می‌شدند و معمولاً افراد دارای شهرت معتبر تهیه زندگی برای خود به عنوان کشیش رائو انجام می‌گرفتند. از کسانی که راه رائو را دنبال می‌کنند غالباً رائوئیست یاد می‌شود.

## توانایی‌ها و قدرت‌ها
رائو خدای کریپتون، و بسیار قدرتمند است. هرچند او فقط خدای کریپتون نیست، بلکه خدای آن جهان نیز است. رائو جهان را خلق کرد زیرا او تنها بود. وی سپس کریپتون را ایجاد کرد که به معنای واقعی سیاره مورد علاقه او است، و همه ساکنان آن را با ابرقدرت‌های هنگام آن‌ها ایجاد کرد و برکت داد، سوپرمن به عنوان یکی از نسل‌ها و پسران نیز است.